# Mikołaj Chrząstowski
Mikołaj Chrząstowski z Brzezia, Mikołaj z Chrząstowa, herbu Kościesza (zm. 1483) – kasztelan chełmski (1470-1481),  starosta krasnystawski, rycerz.
Syn Mikołaja Chrząstowskiego miecznika krakowskiego. Jego synem był Florian Chrząstowski z Brzezia.